# Dead Space: Extraction
Dead Space: Extraction è un videogioco del 2009, sviluppato da Visceral Games con l'assistenza di Eurocom, e pubblicato da Electronic Arts per Wii. Prequel di Dead Space, si svolge prima degli eventi del suo predecessore e contemporaneamente a quelli del film d'animazione Dead Space - La forza oscura.
Il gioco è stato successivamente incluso nella versione "Limited Edition" di Dead Space 2 per PlayStation 3, dotato della compatibilità con PlayStation Move e distribuito su PlayStation Network.

## Trama
La storia inizia con una piccola squadra di minatori, tra i quali un uomo di nome Sam Caldwell, che estrae il Marchio rosso di Aegis VII. L'equipaggio inizia a soffrire di allucinazioni, tra cui Sam, che è costretto a uccidere molti altri per legittima difesa. Prima che possa fuggire, una squadra di sicurezza, la P-Sec, arriva e lo uccide, in quanto Sam si era macchiato degli omicidi di altre persone, tra cui la sua squadra, che non erano impazziti, perché in preda alle allucinazioni.
Qualche tempo dopo, il detective Nathan McNeill, che sta lavorando al caso del massacro, incontra un vecchio amico, il sergente Gabriel Weller, ora in servizio sulla nave mineraria USG Ishimura. All'arrivo, i due scoprono che questa epidemia si è diffusa in tutta la colonia e sono subito attaccati dai necromorfi. Incontrano anche Lexine Murdoch, la fidanzata di Sam, e decidono di portarla in salvo. Il gruppo cerca di trovare una navetta e alla fine ne trova una nei megacondotti, grazie a un uomo di nome Warren Eckhardt, un dirigente della società mineraria CEC. I quattro volano verso l'Ishimura per farsi aiutare, ma l'Ishimura avverte loro di tornare indietro. Il gruppo rifiuta di tornare su Aegis VII e l'Ishimura li attacca con i suoi cannoni, provocando lo schianto sull'Ishimura stessa e costringendo il gruppo a vagare nello spazio per raggiungere un boccaporto nelle vicinanze.
Dopo essere entrati nell'Ishimura, il gruppo scopre che anche la nave è infestata dai necromorfi. Dopo essere stati arrestati e messi in quarantena dalla sicurezza della Ishimura, i protagonisti vengono aiutati da Nicole Brennan, un medico di bordo, che sceglie di rimanere dove si trova, nel caso venisse qualcuno in cerca di aiuto. Il gruppo precipita nel sistema idrico, dove Lexine cade in una cisterna dopo essere stata attaccata da dei piccoli necromorfi. Nonostante la diano per morta, Lexine sopravvive e incontra la dottoressa Karen Howell, anche lei sopravvissuta, e si ricongiungono con McNeill, Eckhardt e Weller. McNeill, Weller e Lexine proseguono, mentre Howell tenta di sigillare il sistema idrico, sorvegliata da Eckhardt. Mentre Howell rimprovera Eckhardt per avere rimpiazzato dei membri dell'equipaggio con fanatici unitologisti, viene attaccata da un tentacolo. Eckhardt fugge e chiude la porta alle sue spalle. Quando trova gli altri, Eckhardt mente, dicendo che Howell ha chiuso la porta in modo da sacrificarsi per salvarli.
McNeill e Lexine si separano da Weller ed Eckhardt per cercare una navetta per la fuga. Weller ed Eckhardt ne trovano una, ma Weller sorprende Eckhardt mentre sta concludendo un videomessaggio per i membri della Chiesa di Unitology. Nel messaggio, Eckhardt afferma di essere stato mandato per cercare qualcuno che fosse immune agli effetti del Marchio, e che potesse proteggere gli altri a sua volta, credendo che si tratti di Lexine. Spiega anche di essersi sbarazzato di Howell, perché stava cominciando a sospettare delle sue intenzioni. Dopo che Weller ha sentito questa confessione, Eckhardt gli spara e gli parla dei suoi piani, solo per essere ucciso da un necromorfo. McNeill e Lexine trovano Weller e fuggono sulla navetta poco dopo che McNeill ha disattivato i cannoni della Ishimura che impedivano loro di fuggire, anche se ha dovuto amputarsi un braccio nel processo a causa di un enorme necromorfo. Durante la fuga, sentono una trasmissione dalla USG Kellion. Lexine tenta di avvertirli, ma non ricevono il messaggio. Il gioco si conclude con Lexine che sta per essere attaccata da un necromorfo, che viene preso di mira da Lexine con la sua pistola.

## Modalità di gioco
Extraction è uno sparatutto in prima persona che introduce nuovi nemici, personaggi, armi e ambienti per la serie di Dead Space. I giocatori hanno anche la possibilità di muovere a loro piacimento la telecamera. Il gioco utilizza la funzione di puntatore del telecomando Wii per mirare ai nemici e può anche essere controllato attraverso il Wii Zapper. Unendo il telecomando Wii e Wii Zapper si attiva la modalità arma secondaria, scuotendo il Wii Zapper si può effettuare un attacco corpo a corpo per scrollarsi di dosso i nemici. I giocatori possono utilizzare il modulo telecinetico in qualsiasi momento per far fluttuare, avvicinare e lanciare gli oggetti contro i nemici, e per afferrare proiettili.

## Curiosità
- Nicole Brennan è la fidanzata di Isaac Clarke, il protagonista della serie.
- Gabe Weller è il protagonista del DLC Dead Space 2: Severed.
- Durante lo svolgimento del videogioco, il giocatore si trova a comandare diversi personaggi che variano in base al capitolo (tra parentesi il motivo del cambio di personaggio):

1. Sam Caldwell: capitolo 1 (morte inevitabile a fine capitolo)
2. Nathan McNeill: capitoli 2-3-4-5-6 e 9
3. Karen Howell: capitolo 7 (cattura inevitabile da parte dei necromorfi a fine capitolo)
4. Gabriel Weller: capitolo 8 e 10

- Nel capitolo 2, nell'obitorio è visibile il logo della Visceral Games.
- Nella versione inglese, se si prende in considerazione la prima lettera di ogni capitolo, si può notare la scritta WARREN LIES (Warren mente). La stessa cosa è stata fatta nel primo capitolo della saga, dove si poteva leggere NICOLE IS DEAD. I capitoli sono:

1. Worlds Apart
2. Another Day at the Office
3. Return to the Megavents
4. Rendezvous with Fate
5. Emergency Care
6. Nowhere to Hide
7. Life and Death
8. In the Hearts of Men
9. Escaping the Ishimura
10. Secrets and Salvation